# Love of Women
Love of Women er en amerikansk stumfilm fra 1924 af Whitman Bennett.

## Medvirkende
- Helene Chadwick som Cynthia Redfield
- Montagu Love som Bronson Gibbs
- Maurice Costello som Mr. Redfield
- Mary Thurman som Veerah Vale
- Lawford Davidson som Ernest Herrick
- Marie Shotwell som Eugenie Redfield
- Frank Evans som Frankie